# Angustalius malacellus
Angustalius malacellus là một loài bướm đêm thuộc họ Crambinae. Nó được tìm thấy ở Tây Ban Nha, Bồ Đào Nha, Pháp, Sardegna, Sicilia, Ý, Hy Lạp và Kríti. Nó cũng được tìm thấy ở Comoros, Rwanda và Nam Phi.
Ấu trùng ăn cỏ nhưng cũng ăn cây ngô.

## Hình ảnh

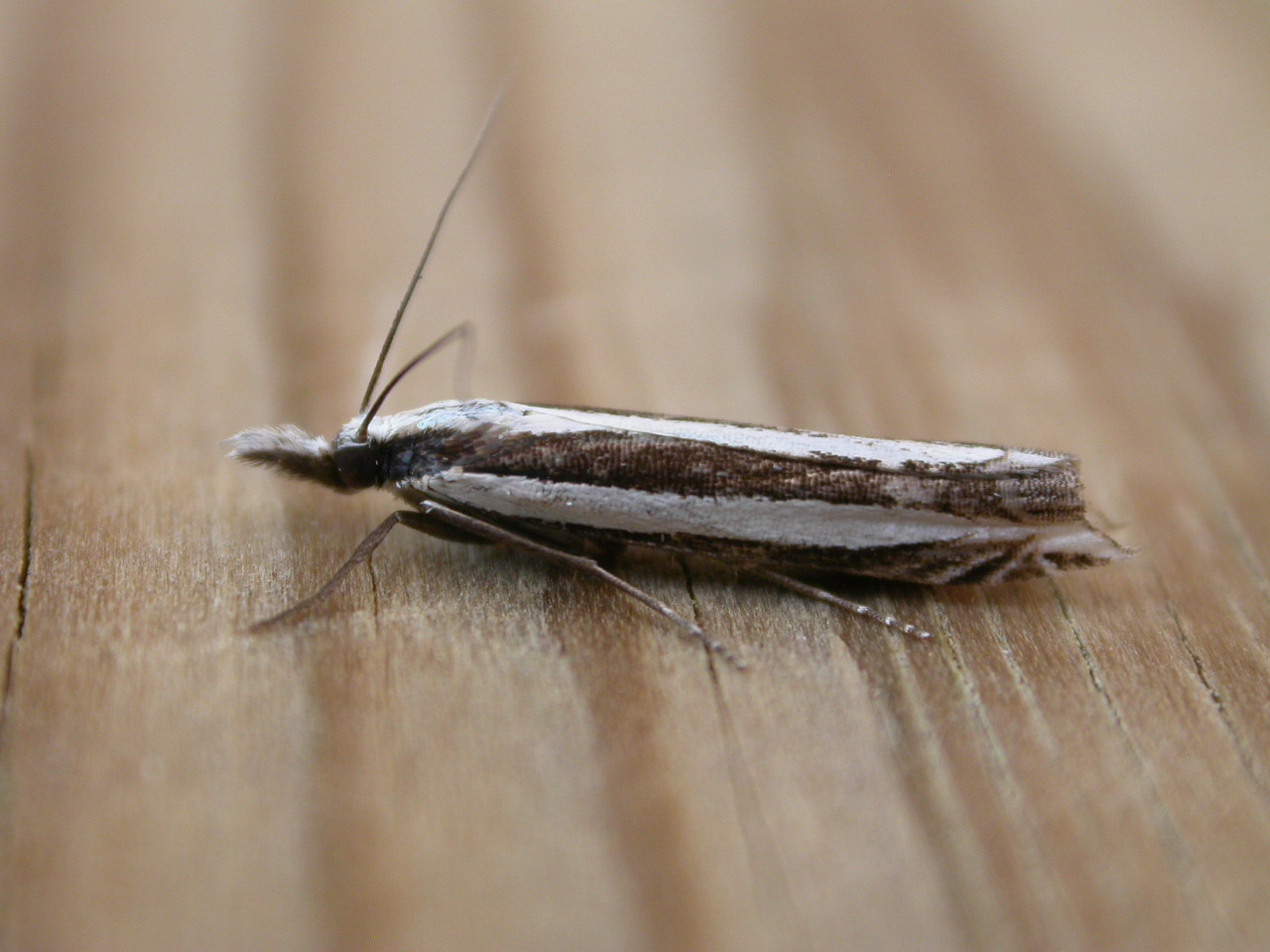